# 薛禄
薛 禄（せつ ろく、1358年 - 1430年）は、明代の軍人。本貫は膠州膠西県。

## 生涯
薛遇林と張氏のあいだの六男として生まれた。洪武年間、20歳の加冠の前に軍に入り、兵士から身を立てた。排行が六だったため、軍中で「薛六」と呼ばれた。たびたび北伐に参加した。1399年（建文元年）、靖難の変が起こると、騎士として燕王朱棣の起兵に従い、先頭に立って九門を奪取した。真定の戦いでは、左副将軍の李堅を槊で刺して落馬させ、これを捕らえた。指揮僉事に抜擢された。永平の救援に従い、大寧・富峪・会州・寛河を下した。引き返して北平を救援し、先駆けして南軍の遊騎を破った。指揮同知に進んだ。1400年（建文2年）、大同を攻め、先鋒をつとめた。白溝河の戦いでは、済南まで追撃し、指揮使に転じた。東昌の戦いでは、50騎で南兵数百を破った。ときに燕王朱棣が盛庸に敗れて、北平に逃げ帰った。盛庸は真定諸将に文書を送って威県・深州に進出させ、燕軍の帰路を迎撃させようとした。1401年（建文3年）、薛禄はこれを撃退した。滹沱河の戦いでは、右軍が後退した。薛禄は陣に駆けつけ、敵陣に出入りして戦うこと数十回、南軍を破った。追撃して夾河にいたり、多数を斬首した。単家橋の戦いで平安に捕らえられた。薛禄は縛を脱して、刀を抜いて守兵を殺し、逃げ帰った。平安と再戦してこれを破った。順徳・大名・彰徳を攻撃した。西水寨を攻め、都指揮の花英を生け捕りにした。1402年（建文4年）、勝勢に乗じて東阿・東平・汶上を下し、淝河・小河・霊璧に連戦して、薛禄の功績は最上であった。南京に入ると、薛禄は都督僉事に抜擢された。
1408年（永楽6年）、薛禄は都督同知に進んだ。1410年（永楽8年）、驃騎将軍となり、永楽帝（朱棣）の第一次漠北遠征に従い、右都督に進んだ。1412年（永楽10年）、武臣の子弟にも閑暇に教育をおこなうよう請願した。永楽帝はその言をよしとし、地方から軍の若年者数万を送らせ、薛禄の麾下で実習させた。1417年（永楽15年）、薛禄は行在後軍都督として北京城の造営を監督した。
1420年（永楽18年）12月、永楽帝が北京を都に定めると、薛禄は奉天靖難推誠宣力武臣の位を受け、陽武侯に封じられた。1422年（永楽20年）8月、開平を守った。1423年（永楽21年）、右哨を率いて永楽帝の第四次漠北遠征に従った。1424年（永楽22年）2月、長興県の呉貴帰らの反乱を鎮圧した。再び右哨を率いて永楽帝の第五次漠北遠征に従った。
洪熙帝が即位すると、薛禄は左府を管掌するよう命じられ、太子太保の位を加えられ、世券を与えられた。1425年（洪熙元年）、総兵官となり、塞外の防備にあたった。鎮朔大将軍の印を受け、開平から大同にいたる北辺を巡察した。
1425年（洪熙元年）、宣徳帝が即位すると、薛禄は北京に召還され、備辺五事を上奏した。ほどなく再び北辺巡察に派遣された。1426年（宣徳元年）、漢王朱高煦の乱を鎮圧するために宣徳帝の親征がおこなわれると、薛禄は先鋒をつとめ、楽安城を包囲した。朱高煦が降伏すると、薛禄は兵部尚書の張本とともに楽安にとどまって、当地の治安維持にあたった。1427年（宣徳2年）春、宣徳帝の命を受けて畿南諸府の城池を巡視した。兵士に民衆の生活を騒がせないように厳く戒め、違反した者は軍法をもって処断した。この夏、大将軍の印を受け、開平に北巡し、引き返すと宣府に駐屯した。敵が開平を侵犯しようとしたが、得るものなく退却し、城を去ること300里あまりにいたった。薛禄は精鋭の兵を率いて昼に寝て夜に進軍し、3日目の夕方に追いついた。軽装の騎兵で敵陣を蹂躙した。軍を返すと、敵がその後をつけてきたため、薛禄は逆撃して破った。1428年（宣徳3年）、漠北遠征に従い、寛河で敵を破り、薊州鎮・永平に駐屯した。辺境を巡回して食糧輸送を護衛し、開平と宣府のあいだに進出した。1430年（宣徳5年）、鳳凰嶺で敵に遭遇して、多数を捕斬し、太保の位を加えられた。永寧衛の団山や鵰鶚・赤城・雲州・独石に城堡を築くよう上奏した。宣徳帝の命により軍民36000人が動員され、騎兵1500人で護衛して、工事は薛禄の監督により実施された。6月、薛禄は病にかかって、北京に召還された。7月23日、死去した。享年は73。鄞国公の位を追贈された。諡は忠武といった。
子の薛勲が先だって死去していたため、孫の薛詵が陽武侯の爵位を嗣いだ。